# تاسادیا
تاسادیا (نام علمی: Tassadia) نام یک سرده از زیرخانواده استبرق است.